# Thee-ei

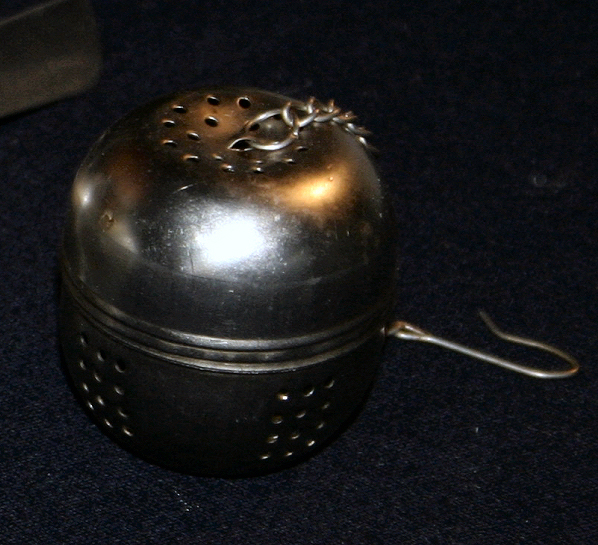
Thee-ei

Een thee-ei is een eivormig voorwerp om thee te bereiden. Het geperforeerde ei wordt gevuld met theeblaadjes, waarna het aan een kettinkje in de theepot wordt gehangen. Het thee-ei moet na gebruik worden gereinigd en de restanten van de thee moeten worden weggegooid. Omdat theeresten bruine vlekken achterlaten geven veel mensen de voorkeur aan het theezakje, dat na gebruik eenvoudig in zijn geheel kan worden weggegooid. 